# Comodo Firewall Pro
Comodo Firewall Pro是美国科摩多集團开发的一款免费的防火墙软件。

## 特点
- Comodo Firewall是少数完全实现TCP/UDP全状态检测的个人防火墙。Comodo Firewall自身集成了COMODO已认证程序数据库，包括了近20,000个通过认证的可执行文件的数字认证（校验）信息。
- 提供两层保护，对外的网络防火墙和对内的应用程序防火墙（应用程序＋组件检测）。
- 提供多种语言界面，其中包含简体及繁体中文版。[2]
- 5.0版本开始加入了云分析（Cloud）。